# Bidens radiata
La forbicina raggiante (nome scientifico  Bidens radiata  Thuill., 1799) è una specie di pianta angiosperma dicotiledone della famiglia delle Asteraceae (sottofamiglia Asteroideae, tribù Coreopsideae e sottotribù Coreopsidinae).

## Etimologia
L'etimologia del nome generico (Bidens) deriva da due parole latine ”bis” (= due volte) e “dens” (= dente) e si riferisce alle setole degli acheni di alcune specie di questo genere formate da due denti appuntiti. L'epiteto specifico deriva dal latino "radiatum" (= alcune parti della pianta si estendono come raggi).
Il nome scientifico della specie è stato definito dal botanico Jean Louis Thuillier (1757-1822) nella pubblicazione " Flore des Environs de Paris, ou Distribution Methodique des Plantes... Nouvelle Edition" ( Fl. Env. Paris, ed. 2. 422) del 1799.

## Descrizione

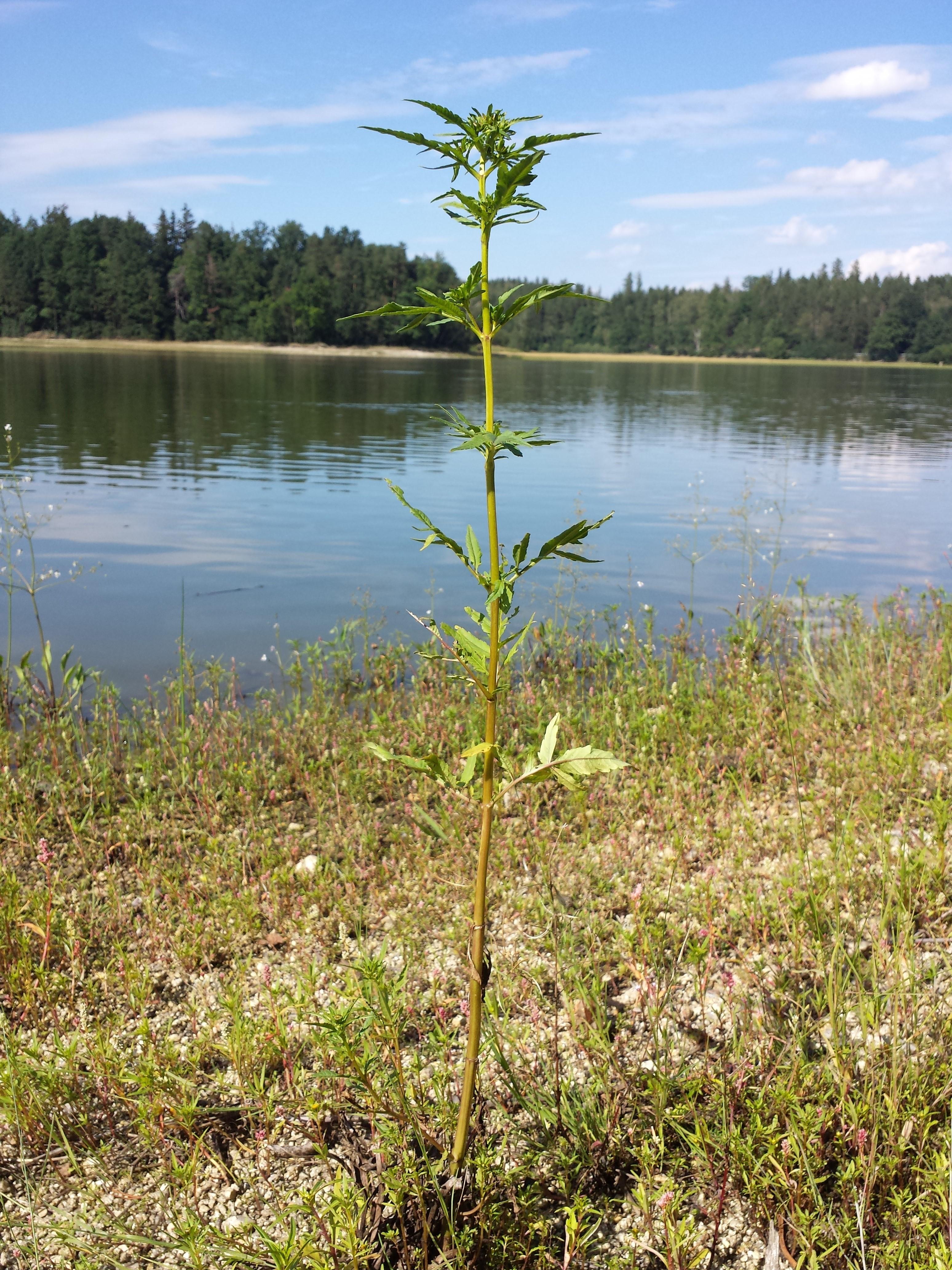
Il portamento

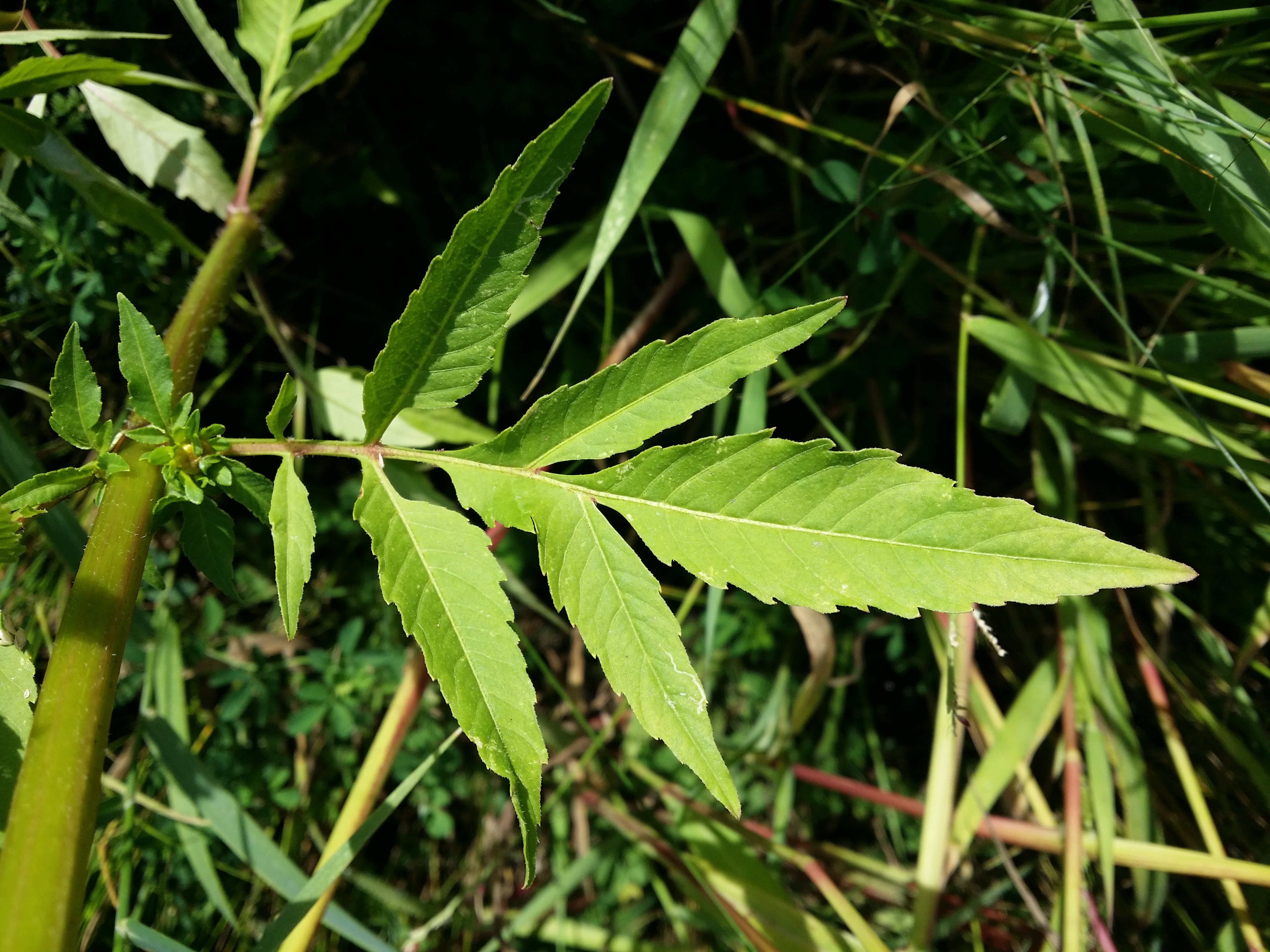
Le foglie

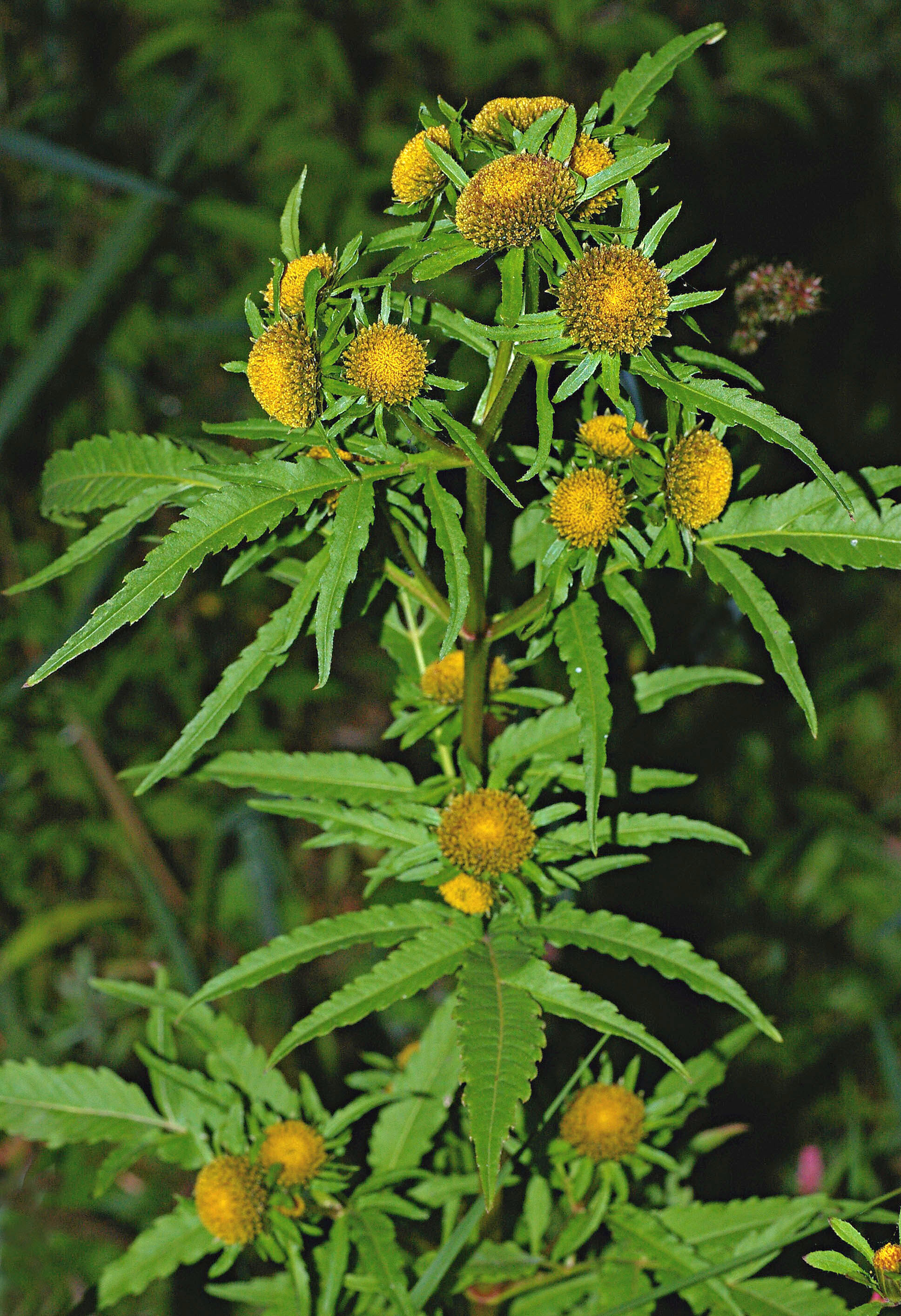
Infiorescenza

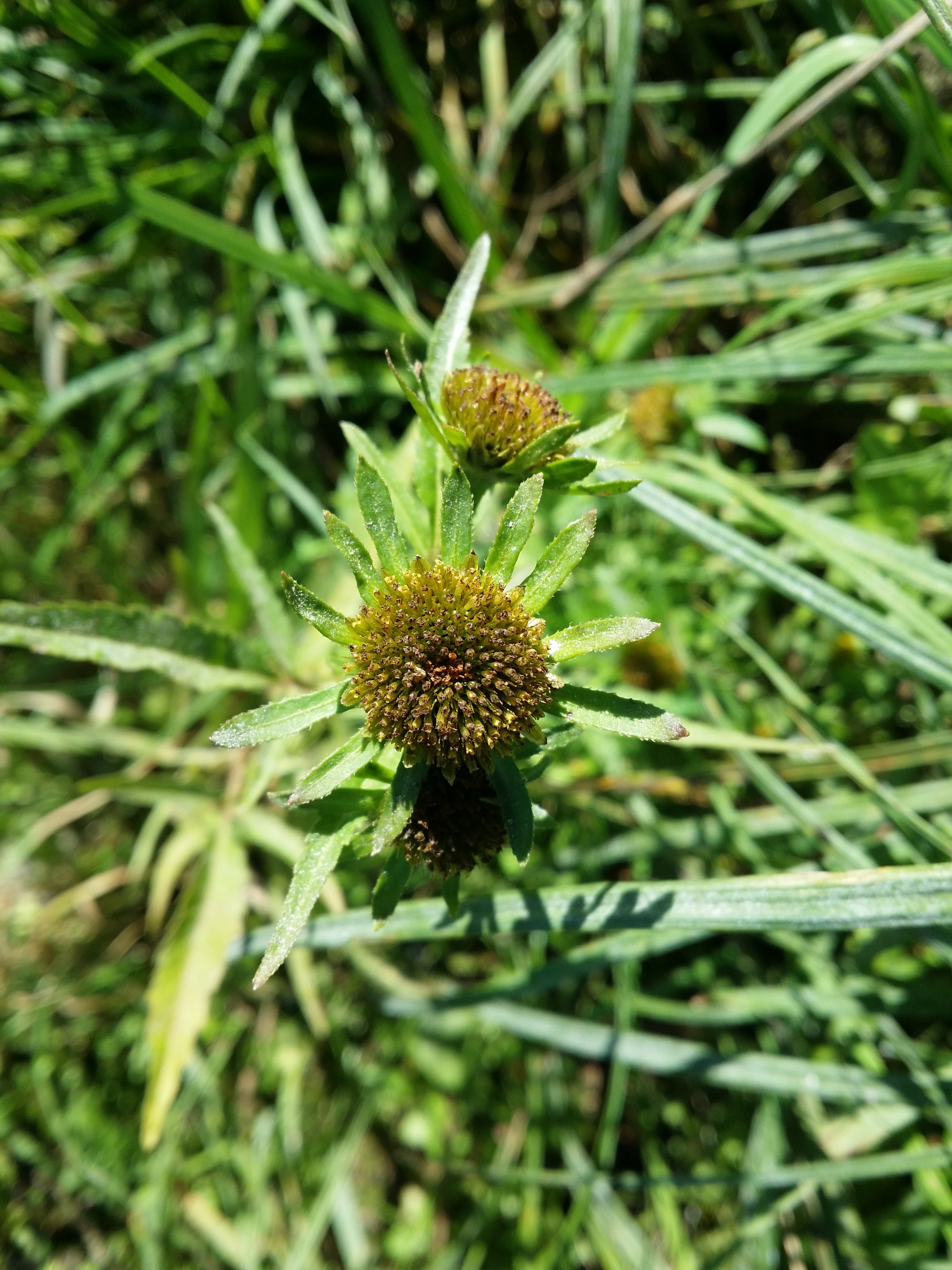
I fiori

Portamento.  Il ciclo biologico di questa specie è annuo. La forma biologica prevalente è terofita scaposa (T scap), ossia sono piante erbacee che differiscono dalle altre forme biologiche poiché, essendo annuali, superano la stagione avversa sotto forma di seme. 
Radici. Le radici in genere sono secondarie da fittone.
Fusto. 
- Parte ipogea: la parte sotterranea e di tipo fittonante o eventualmente rizomatosa.
- Parte epigea: la parte aerea del fusto è eretta, ascendente, a sezione quadrangolare, normalmente glabra. All'apice può essere arrossata. Altezza media: 3-9 dm.

Foglie. Le foglie sono picciolate o sessili e a disposizione opposta lungo il caule. La lamina è tripartita o semplice, eventualmente pentapartita; i segmenti sono seghettati sui margini e carenati al centro. La forma dei segmenti varia da ovale a lanceolata fino quasi a lineare con apici acuminati.
Infiorescenza. Le sinflorescenze sono formate da capolini terminali, raramente ascellari, disposti in forme panicolate aperte o qualche volta raggruppati in cime corimbose. Le infiorescenze vere e proprie sono composte da un capolino peduncolato di tipo discoide, con fiori eterogami. I capolini sono formati da un involucro, con forme ovate, composto da diverse brattee al cui interno un ricettacolo fa da base ai fiori di due tipi: fiori del raggio (qui assenti) e fiori del disco. Le brattee spesso sono dimorfe su due serie (involucro doppio) e hanno dimensioni scalate. La serie esterna è formata da 10-12 brattee fogliacee verdi (erbacee), patenti e raggianti a forma oblunga; la serie interna è membranosa, scariosa e striata. I ricettacoli, strutture alla base dei fiori, sono piani o convessi e sono provvisti di pagliette a protezione dei fiori stessi. Diametro dei capolini: 2,5 cm. Diametro dell'involucro: 7 mm.
Fiori.  I fiori sono tetra-ciclici (formati cioè da 4 verticilli: calice – corolla – androceo – gineceo) e pentameri (calice e corolla formati da 5 elementi). Si distinguono in:
- fiori del raggio (esterni): sono assenti;
- fiori del disco (centrali): hanno forme brevemente tubulose (attinomorfe); sono ermafroditi.

- Formula fiorale:

*/x K {\displaystyle \infty }, [C (5), A (5)], G 2 (infero), achenio 
- Calice: i sepali del calice sono ridotti ad una coroncina di squame.

- Corolla: (solo fiori del disco) la forma è tubulare bruscamente divaricata in 5 lobi o denti; il tubo è breve o di lunghezza uguale alla gola; il colore è giallo-arancio intenso.

- Androceo: l'androceo è formato da 5 stami sorretti da filamenti generalmente liberi; gli stami sono connati e formano un manicotto circondante lo stilo.[6] Le appendici delle antere hanno delle forme ottuse/ovate e sono barbate. I canali resinosi possono oppure non essere presenti. Il tessuto endoteciale (rivestimento interno dell'antera) è quasi sempre polarizzato (con due superfici distinte: una verso l'esterno e una verso l'interno). Il polline è sferico con un diametro medio di circa 25 micron;  è tricolporato (con tre aperture sia di tipo a fessura che tipo isodiametrica o poro) ed è echinato (con punte sporgenti).

- Gineceo: l'ovario è infero uniloculare formato da 2 carpelli concresciuti e contenente un solo ovulo.[11] I bracci dello stilo (gli stigmi) sono pubescenti filiformi con lunghe linee stigmatiche.

- Antesi: da luglio a ottobre.

Frutti. I frutti sono degli acheni allungati (lineari), obcompressi, a tre o quattro angoli, oppure da obovoidi a oblunghi. Sono secchi, con parete sottile strettamente appressata attorno ad un unico seme e con un pappo munito di 2 reste rigide e diverse setole spinate retrorse (rivolte verso la base). Il colore è bruno-verdastro. La superficie è liscia. Il pappo è assente oppure è formato dalle reste descritte sopra.

## Biologia
Impollinazione: tramite insetti (impollinazione entomogama tramite farfalle diurne e notturne).

Riproduzione: la fecondazione avviene fondamentalmente tramite l'impollinazione dei fiori.

Dispersione: i semi cadono a terra e vengono dispersi soprattutto da insetti come formiche (disseminazione mirmecoria). Un altro tipo di dispersione è zoocoria: gli uncini delle brattee dell'involucro (se presenti) si agganciano ai peli degli animali di passaggio che portano così i semi anche su lunghe distanze. Inoltre per merito del pappo (se presente) il vento può trasportare i semi anche per alcuni chilometri (disseminazione anemocora).

## Distribuzione e habitat

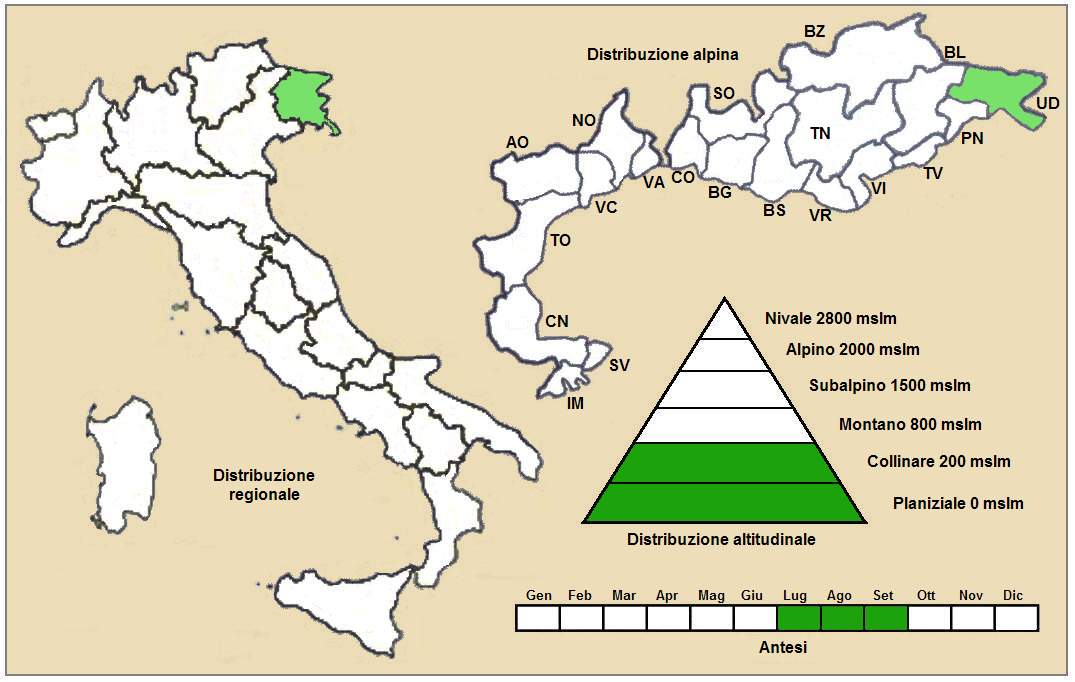
Distribuzione della pianta (Distribuzione regionale – Distribuzione alpina)

Geoelemento: il tipo corologico (area di origine) è   Americano / Eurasiatico.

Distribuzione: in Italia questa specie si trova nel Nord-Est. Fuori dall'Italia, sempre nelle Alpi, questa specie si trova in Austria. Sugli altri rilievi collegati alle Alpi è presente nella  Foresta Nera, Monti Vosgi, Massiccio del Giura e Massiccio Centrale. Altrove si trova in Siberia e in Asia settentrionale.

Habitat: l'habitat tipico per queste piante sono gli ambienti umidi e le aree agricole. Il substrato preferito è calcareo ma anche siliceo con pH neutro, alti valori nutrizionali del terreno che deve essere bagnato. 

Distribuzione altitudinale: sui rilievi alpini, in Italia, queste piante si possono trovare fino a 800 m s.l.m.; nelle Alpi frequentano quindi i seguenti piani vegetazionali: collinare (oltre a quello planiziale). 

## Fitosociologia
Dal punto di vista fitosociologico alpino la specie di questa voce appartiene alla seguente comunità vegetale:
Formazione: delle comunità terofiche pioniere nitrofile
Classe: Bidentetea tripartitae
Ordine: Bidentetalia tripartitae

## Sistematica
La famiglia di appartenenza di questa voce (Asteraceae o Compositae, nomen conservandum) probabilmente originaria del Sud America, è la più numerosa del mondo vegetale, comprende oltre 23.000 specie distribuite su 1.535 generi, oppure 22.750 specie e 1.530 generi secondo altre fonti (una delle checklist più aggiornata elenca fino a 1.679 generi). La famiglia attualmente (2021) è divisa in 16 sottofamiglie; la sottofamiglia Asteroideae è una di queste e rappresenta l'evoluzione più recente di tutta la famiglia. Bidens è composto da oltre 200 specie, delle quali una decina sono naturalizzate/spontanee dei territori italiani.

### Filogenesi
La specie di questa voce è descritta nella sottotribù Coreopsidinae caratterizzata da capolini sotteso da una (o più) brattee fogliacee, da foglie con una disposizione opposta e da bracci dello stilo più corti dell'area stigmatica, e nel genere Bidens caratterizzato da fiori del disco bisessuali, da bracci dello stilo privi di larghe appendici papillose e da acheni con reste spinose.
Sandro Pignatti nella "Flora d'Italia" suddivide le specie italiane di Bidens in 5 gruppi. Bidens radiata fa parte del quinto gruppo (E) caratterizzato da acheni dalla forma lanceolata, capolini a portamento eretto, e foglie non 2-pennatosette.
I caratteri distintivi della specie  Bidens radiata sono:
- le brattee esterne sono 10-12 di aspetto fogliaceo;
- gli acheni sono più piccoli di 3-4 mm.

### Sinonimi
Sono elencati alcuni sinonimi per questa entità:
- Bidens tripartita var. radiata (Thuill.) Mérat
- Bidens foliosa  Willd.
- Bidens radiata var. microcephala  C.H.An
- Bidens radiata var. pinnatifida  (Turcz. ex DC.) Kitam.
- Bidens tripartita f. pinnatifida  (Turcz. ex DC.) Beck
- Bidens tripartita var. pinnatifida  Turcz. ex DC.
- Bidens tripartita var. quinqueloba  C.H.An